# Darah (huyện)
Dara là một huyện thuộc tỉnh Panjshir, Afghanistan. Dân số thời điểm năm 1999 là người.